# バンパイア・キッス
『バンパイア・キッス』（原題：Vampire's Kiss）は、1989年制作のアメリカ合衆国のホラー映画。美女バンパイアに魅せられたエリート・サラリーマンが正気を失い破滅していく姿をブラック・コメディタッチで描く。俳優ニコラス・ケイジ主演。

## あらすじ
ニューヨークの出版代理店で部長を勤めるピーターはある夜、レイチェルというエキゾチックな美女と出会う。その時から彼はレイチェルのとりこになるが、実は彼女は吸血鬼だった。
そして次第にピーターの体に異変が起き始め、自身も吸血鬼のような振るまいになっていく。

## キャスト
- ピーター・ロウ：ニコラス・ケイジ
- レイチェル：ジェニファー・ビールス
- アルヴァ：マリア・コンチータ・アロンゾ
- グレイザー医師：エリザベス・アシュレイ
- ケイシー・レモンズ
- ボブ・ルジャン
- ジェシカ・ランディ
- デヴィッド・ハイド・ピアース
- デビー・ロション
- エイミー・スティラー
- ジョン・マイケル・ヒギンズ

## 評価
レビュー・アグリゲーターのRotten Tomatoesでは24件のレビューで支持率は58%、平均点は5.70/10となった。Metacriticでは11件のレビューを基に加重平均値が30/100となった。